# كتيبة الشرطة 322
كتيبة الشرطة 322 ( Polizeibattalion 322) عبارة عن تشكيل من شرطة النظام الألمانية خلال العصر النازي. خلال عملية بارباروسا، كانت تابعة لقوات الأمن الخاصة ونشرت في المناطق التي تحتلها ألمانيا، وتحديدا المنطقة الخلفية لمجموعة الجيوش المركزية، في الاتحاد السوفيتي، كجزء من فوج الشرطة المركزي.
جنبا إلى جنب مع أينزاتسغروبن ولواء الفرسان إس إس، ارتكبت عمليات القتل الجماعي خلال الهولوكوست وكانت مسؤولة عن جرائم واسعة النطاق ضد الإنسانية استهدفت السكان المدنيين. في منتصف عام 1942، تم إعادة تكليف الكتيبة إلى فوج الشرطة الخامس وتم تشغيلها في الأراضي التي تحتلها ألمانيا في سلوفينيا.

## الخلفية والتكوين
كانت شرطة النظام الألمانية (الشرطة النظامية) أداة رئيسية لجهاز الأمن في ألمانيا النازية. في فترة ما قبل الحرب، تعاون هينريش هيملر، رئيس قوات الأمن الخاصة، وكورت دالوج، قائد شرطة النظام، في تحويل قوة الشرطة في جمهورية فايمار إلى تشكيلات عسكرية جاهزة لخدمة أهداف النظام المتمثلة في الفتح والإبادة العنصرية. شاركت وحدات الشرطة في ضم النمسا واحتلال تشيكوسلوفاكيا. تشكلت قوات الشرطة أولاً في تشكيلات بحجم كتيبة لغزو بولندا عام 1939، حيث تم نشرها لأغراض أمنية وشرطية، وكذلك المشاركة في عمليات الإعدام والترحيل الجماعي. 
تم تعيين 23 كتيبة من شرطة النظام للمشاركة في غزو الاتحاد السوفيتي عام 1941، عملية بارباروسا. تم ربط تسعة فرق أمنية في الفيرماخت. تم تعيين كتيبتين لدعم أينزاتسغروبن، وفرق الموت المتنقلة ومنظمة تود، ومجموعة البناء العسكرية. تم تشكيل اثني عشر في أفواج، ثلاث كتائب لكل منها، وتم تعيينهم كمركز لأفراد الشرطة، الشمال والجنوب، والأغراض الخاصة .  كانت أهداف كتائب الشرطة هي تأمين المؤخرة من خلال القضاء على فلول قوات العدو، وحراسة أسرى الحرب، وحماية خطوط الاتصالات والمرافق الصناعية التي تم الاستيلاء عليها. كما تضمنت تعليماتهم، كما ذكر دالوج، «مكافحة العناصر الإجرامية، وقبل كل شيء العناصر السياسية». 
جنبا إلى جنب مع كتيبة الشرطة 307 و316، تم تعيين كتيبة الشرطة 322 إلى مركز فوج الشرطة. تتألف الكتيبة من حوالي 550 رجلاً، وقد تم تربيتها من المجندين الذين تم حشدهم من مجموعات 1905-1915 عامًا. كان يقودهم مهنيون من الشرطة المهنية، غارقين في الأيديولوجية النازية، مدفوعة بمعاداة السامية ومعاداة البلشفية.  تم وضع الفوج تحت قيادة Max Montua [max montua]. عندما عبر الحدود الألمانية السوفيتية، أصبح الفوج تحت سيطرة إريك فون ديم باك-زيليفسكي، القائد الأعلى لقوات الأمن والشرطة (HSS-PF) لمجموعة الجيوش الوسطى. 

## ما بعد
لم يتم إعتبار الشرطة الألمانية ككل باعتبارها منظمة إجرامية من قبل الحلفاء، وتمكّن أعضاؤها من إعادة الاندماج في المجتمع دون أي تحرش إلى حد كبير، مع عودة الكثير منهم إلى وظائف الشرطة في النمسا وألمانيا الغربية.  تم التحقيق مع أفراد كتيبة الشرطة 322 من قبل سلطات ألمانيا الغربية في الستينيات. 

## Bibliography
- Arico، Massimo (2010). Ordnungspolizei: Encyclopedia of the German Police Battalions. Stockholm: Leandoer and Ekholm. ISBN:978-91-85657-99-5.
- Beorn، Waitman Wade (2014). Marching into Darkness: The Wehrmacht and the Holocaust in Belarus. Cambridge: دار نشر جامعة هارفارد. ISBN:978-0674725508.
- Blood، Phillip W. (2006). Hitler's Bandit Hunters: The SS and the Nazi Occupation of Europe. Potomac Books. ISBN:978-1-59797-021-1.
- Breitman، Richard (1998). Official Secrets: What the Nazis Planned, What the British and Americans Knew. New York:, 1998. New York: Hill and Wang/Farrar Straus & Giroux.
- Curilla، Wolfgang (2010). Der Judenmord in Polen und die deutsche Ordnungspolizei 1939-1945. Paderborn: Schöningh Paderborn. ISBN:978-3-50677043-1.
- Persico، Joseph E. (22 أكتوبر 2002). Roosevelt's Secret War: FDR and World War II Espionage. راندوم هاوس. ISBN:0-3757-6126-8.
- Showalter، Dennis (2005). Hitler's Police Battalions: Enforcing Racial War in the East. Kansas City: University Press of Kansas. ISBN:978-0-7006-1724-1.
- Smith، Michael (2004). "Bletchley Park and the Holocaust". في Scott، L. V.؛ Jackson، P. D. (المحررون). Understanding Intelligence in the Twenty-First Century: Journeys in Shadows. ISBN:0714655333.
- Tessin، Georg؛ Kannapin، Norbert (2000). Waffen-SS und Ordnungspolizei im Kriegseinsatz 1939 - 1945: ein Überblick anhand der Feldpostübersicht. Osnabrück: Biblio-Verlag. ISBN:3-7648-2471-9. {{استشهاد بكتاب}}: الوسيط غير المعروف |last-author-amp= تم تجاهله يقترح استخدام |name-list-style= (مساعدة)
- "Selected Records from the Military Historical Institute Archives, Prague, 1941-1944" (PDF). متحف ذكرى الهولوكوست بالولايات المتحدة. 2008. مؤرشف من الأصل (PDF) في 2017-03-18. اطلع عليه بتاريخ 2018-01-20.
- Westermann، Edward B. (2005). Hitler's Police Battalions: Enforcing Racial War in the East. Kansas City: University Press of Kansas. ISBN:978-0-7006-1724-1.

## Further reading
- Megargee، Geoffrey P.، المحرر (2009). Encyclopedia of Camps and Ghettos, 1933–1945. Bloomington: Indiana University Press. ج. Volume II. ISBN:0-253-35328-9. {{استشهاد بكتاب}}: |المجلد= يحوي نصًّا زائدًا (مساعدة)
- Wette، Wolfram (2007). الفيرماخت: التاريخ والأسطورة والواقع. Cambridge, Mass.: دار نشر جامعة هارفارد. ISBN:9780674025776.